# Alonístena
Alonístena (grec moderne : Αλωνίσταινα) est une localité située dans le dème de Tripoli, dans le district régional d'Arcadie, dans la périphérie du Péloponnèse, en Grèce.
Selon le recensement de 2021, elle compte 64 habitants.
Le village d'Alonístena est rattaché à Davia (au Nord-Ouest d'Alonístena) près de Falanthos (Φάλανθος), dans le dème de Tripoli, province de Mantinée (Επαρχία Μαντινείας), région d'Arcadie, dans la périphérie du Péloponnèse.
Alonístena se trouve dans la vallée d'Elissone à 1220 m d'altitude. On y trouve une école, une église et une place avec la statue de Zambia Kotsaki, mère de Theódoros Kolokotrónis. Les montagnes autour du village sont couvertes de forêts, principalement de sapins grecs. Une petite partie des terres seulement est utilisée pour l'agriculture. Si tout au long du XXe siècle la population était constituée d'agriculteurs et d'éleveurs, ils sont maintenant minoritaires. Le ruisseau local est désormais à sec l'été.

## Histoire
Alonístena s'élève sur les ruines de la ville antique d'Elissone. Le village tire son nom du grec alonisma : « aire de battage ». On y comptait plus que 2 000 habitants en 1850, vivant d'agriculture et de pastoralisme. À cause de l'exode rural le nombre d'habitants a nettement diminué depuis lors, mais, étant à deux heures de voiture d'Athènes, et fraîche même en été, Alonístena connaît un certain développement touristique avec des hôtels, des restaurants et des terrains de camping. Ce développement est encadré par le statut de patrimoine rural et paysager protégé.
Le village joua un grand rôle dans la guerre d'indépendance grecque. Trente-cinq Alonísteniotes furent tués lors de la bataille de Trikorfa durant le siège de Tripolizza le 23 juin 1825.

## Personnalités
- La famille Dimitrakopoulos qui donna de nombreux combattants de la guerre d'indépendance grecque.
- Anagnostes Anagnostopoulos, membre de la Filikí Etería.
- Theodoros Anagnostopoulos, combattant de la guerre d'indépendance grecque.
- Triantafyllos Anastasopoulos, combattant de la guerre d'indépendance grecque.
- Nikolaos Augerinos, combattant de la guerre d'indépendance grecque.
- Avgerinos Paraskevas (né le 19 août 1927), médecin, homme politique et membre du Parlement européen pour le PASOK depuis 1984[2].